# فيديريكو ساكي
فيديريكو ساكي (بالإسبانية: Federico Sacchi)‏ مواليد 4 سبتمبر 1936 في روساريو، هو لاعب كرة قدم أرجنتيني سابق كان يلعب كمدافع. سبق له أن لعب في كأس العالم لكرة القدم مع منتخب بلاده.

## المسيرة الاحترافية

### أندية لعب لها
- نيولز أولد بويز
- نادي راسينغ
- بوكا جونيورز
- نادي سبورتينغ كريستال

## روابط خارجية
- فيديريكو ساكي على موقع الاتحاد الدولي (مؤرشف)  (الإنجليزية)
- فيديريكو ساكي على موقع قاعدة بيانات كرة القدم.إي يو (الإنجليزية)
- فيديريكو ساكي على موقع ناشيونال فوتبول تيمز (الإنجليزية)
- فيديريكو ساكي على موقع عالم كرة القدم.نت (الإنجليزية)